# Morti nel 2015/Dicembre
| Questa pagina contiene informazioni ricavate automaticamente dalle voci biografiche con l'ausilio del template Bio e di un bot. L'aggiornamento è periodico e automatico e ricostruisce completamente la pagina. Se manca una persona in questa lista, sei pregato di non aggiungerla, ma accertati piuttosto che la sua voce biografica contenga il template Bio e che i dati anagrafici siano correttamente compilati. Se il template Bio manca, inseriscilo tu stesso o, in alternativa, metti l'avviso {{tmp\|Bio}} che ne segnala la mancanza. Se i dati riportati sono sbagliati, correggi direttamente la voce biografica; le modifiche saranno visibili in questa lista entro pochi giorni. Per chiarimenti vedi il progetto biografie. La lista contiene solo le 196 persone che sono citate nell'enciclopedia e per le quali è stato implementato correttamente il template Bio. Pagina aggiornata al 18 ago 2025. |

- 1º dicembre - Joseph Engelberger, ingegnere e imprenditore statunitense (n. 1925)
- 1º dicembre - Dan Kahler, cestista statunitense (n. 1926)
- 1º dicembre - Miriam Repič-Lekić, pittrice e scultrice jugoslava (n. 1925)
- 1º dicembre - Idwār al-Kharrāṭ, scrittore e critico letterario egiziano (n. 1926)
- 2 dicembre - Bohdan Bartosiewicz, cestista e allenatore di pallacanestro polacco (n. 1918)
- 2 dicembre - Bryony Brind, danzatrice e attrice inglese (n. 1960)
- 2 dicembre - Gabriele Ferzetti, attore italiano (n. 1925)
- 2 dicembre - Febo Guizzi, etnomusicologo e antropologo italiano (n. 1947)
- 2 dicembre - Ernst Larsen, siepista norvegese (n. 1926)
- 2 dicembre - Jim Loscutoff, cestista statunitense (n. 1930)
- 2 dicembre - Arturo Magni, imprenditore e dirigente sportivo italiano (n. 1925)
- 2 dicembre - Georg von Waldburg zu Zeil und Trauchburg, principe e imprenditore tedesco (n. 1928)
- 2 dicembre - Luz Marina Zuluaga, modella colombiana (n. 1938)
- 3 dicembre - Barbarella, attrice pornografica italiana (n. 1963)
- 3 dicembre - Nino Farì, clarinettista e direttore artistico italiano (n. 1925)
- 3 dicembre - Eevi Huttunen, pattinatrice di velocità su ghiaccio finlandese (n. 1922)
- 3 dicembre - Giammaria Visconti di Modrone, nobile e imprenditore italiano (n. 1935)
- 3 dicembre - Scott Weiland, cantautore statunitense (n. 1967)
- 4 dicembre - Jaime Camino, regista e sceneggiatore spagnolo (n. 1936)
- 4 dicembre - Eric De Vlaeminck, ciclocrossista, ciclista su strada e pistard belga (n. 1945)
- 4 dicembre - Edwin Gordon, teorico della musica e musicista statunitense (n. 1927)
- 4 dicembre - Robert Loggia, attore statunitense (n. 1930)
- 4 dicembre - Pietro Pala, politico italiano (n. 1927)
- 5 dicembre - Paolo Bernardi, hockeista su ghiaccio italiano (n. 1944)
- 5 dicembre - William McIlvanney, scrittore scozzese (n. 1936)
- 5 dicembre - Dimităr Popov, giurista e politico bulgaro (n. 1927)
- 5 dicembre - Marília Pêra, attrice, cantante e danzatrice brasiliana (n. 1943)
- 5 dicembre - Siddhi Savetsila, politico e militare thailandese (n. 1919)
- 5 dicembre - Dave Scholz, cestista statunitense (n. 1948)
- 5 dicembre - Salvatore Sechi, funzionario italiano (n. 1935)
- 5 dicembre - Tunku Abdul Jalil, principe malese (n. 1990)
- 6 dicembre - Ini Assmann, attrice tedesca (n. 1945)
- 6 dicembre - Ko Chun-hsiung, attore, regista e politico taiwanese (n. 1945)
- 6 dicembre - Franzl Lang, cantante tedesco (n. 1930)
- 6 dicembre - Krizia, stilista e imprenditrice italiana (n. 1925)
- 6 dicembre - Holly Woodlawn, attrice portoricana (n. 1946)
- 7 dicembre - Martin E. Brooks, attore statunitense (n. 1925)
- 7 dicembre - Abbondio Marcelli, canottiere italiano (n. 1932)
- 7 dicembre - Tonino Milite, pittore, poeta e illustratore italiano (n. 1942)
- 7 dicembre - Rrok Kola Mirdita, arcivescovo cattolico albanese (n. 1939)
- 7 dicembre - Shirley Stelfox, attrice britannica (n. 1941)
- 7 dicembre - Peter Westbury, pilota automobilistico inglese (n. 1938)
- 8 dicembre - Renzo Agosto, architetto italiano (n. 1930)
- 8 dicembre - Mattiwilda Dobbs, soprano statunitense (n. 1925)
- 8 dicembre - Alan Hodgkinson, calciatore inglese (n. 1936)
- 8 dicembre - Antonio Luongo, politico italiano (n. 1958)
- 8 dicembre - Douglas Tompkins, ambientalista, filantropo e regista statunitense (n. 1943)
- 8 dicembre - John Trudell, attivista, attore e cantautore statunitense (n. 1946)
- 9 dicembre - Carlo Furno, cardinale e arcivescovo cattolico italiano (n. 1921)
- 9 dicembre - Gheorghe Gruia, pallamanista e allenatore di pallamano rumeno (n. 1940)
- 9 dicembre - Lawrence Harrison, politologo statunitense (n. 1932)
- 9 dicembre - Akiyuki Nosaka, scrittore, cantante e paroliere giapponese (n. 1930)
- 9 dicembre - Igino Rizzi, saltatore con gli sci italiano (n. 1924)
- 9 dicembre - Julio Terrazas Sandoval, cardinale e arcivescovo cattolico boliviano (n. 1936)
- 9 dicembre - Henk Zanoli, avvocato olandese (n. 1923)
- 10 dicembre - Roswitha Bitterlich, pittrice, grafica e poetessa austriaca (n. 1920)
- 10 dicembre - Marina Bonfigli, attrice italiana (n. 1930)
- 10 dicembre - Maurizio Bruno, calciatore e allenatore di calcio italiano (n. 1933)
- 10 dicembre - Luigi Mazzei, politico italiano (n. 1929)
- 10 dicembre - Dolph Schayes, cestista e allenatore di pallacanestro statunitense (n. 1928)
- 10 dicembre - Sandro Sussi, artista italiano (n. 1963)
- 11 dicembre - Mihai Adam, calciatore rumeno (n. 1940)
- 11 dicembre - Giovanni Berio, incisore italiano (n. 1924)
- 11 dicembre - Hicabi Emekli, calciatore, allenatore di calcio e arbitro di calcio turco (n. 1925)
- 11 dicembre - Vladimir Kaplunov, sollevatore sovietico (n. 1933)
- 11 dicembre - Jiří Paďour, vescovo cattolico ceco (n. 1943)
- 11 dicembre - Arnold Peralta, calciatore honduregno (n. 1989)
- 11 dicembre - Gastón Salvatore, scrittore e drammaturgo cileno (n. 1941)
- 11 dicembre - Wolfgang Stockmeier, compositore e organista tedesco (n. 1931)
- 11 dicembre - Hot Rod Williams, cestista statunitense (n. 1962)
- 12 dicembre - Gösta Gärdin, pentatleta svedese (n. 1923)
- 12 dicembre - Frans Geurtsen, calciatore olandese (n. 1942)
- 12 dicembre - Guelfo Marcucci, imprenditore italiano (n. 1928)
- 12 dicembre - Ian Howard Marshall, teologo e biblista britannico (n. 1934)
- 12 dicembre - Nydia Licia, attrice, impresaria teatrale e scrittrice italiana (n. 1926)
- 12 dicembre - Galina Smirnova, artista e pittrice russa (n. 1929)
- 13 dicembre - Benedict Anderson, sociologo irlandese (n. 1936)
- 13 dicembre - Piero Cazzola, scrittore e slavista italiano (n. 1921)
- 13 dicembre - Gino Cesaretti, romanziere, poeta e giornalista italiano (n. 1917)
- 13 dicembre - Emanuele Dalla Fontana, calciatore italiano (n. 1929)
- 13 dicembre - Mario Dondero, fotografo e fotoreporter italiano (n. 1928)
- 13 dicembre - Jean-François Malherbe, filosofo, scrittore e insegnante belga (n. 1950)
- 13 dicembre - Alwyn McGuffie, calciatore inglese (n. 1937)
- 13 dicembre - Aniello Montano, storico italiano (n. 1941)
- 13 dicembre - Carlo Torre, medico e criminologo italiano (n. 1946)
- 13 dicembre - Donald Weinstein, storico statunitense (n. 1926)
- 14 dicembre - Elena Asins, pittrice e critica d'arte spagnola (n. 1940)
- 14 dicembre - Armando Cossutta, politico, giornalista e partigiano italiano (n. 1926)
- 14 dicembre - Edmund Lyndeck, attore statunitense (n. 1925)
- 14 dicembre - Alessandro Pizzorusso, giurista e costituzionalista italiano (n. 1931)
- 14 dicembre - Vadym Tyščenko, allenatore di calcio e calciatore sovietico (n. 1963)
- 15 dicembre - Stella Doufexis, cantante lirica e mezzosoprano tedesca (n. 1968)
- 15 dicembre - Licio Gelli, faccendiere italiano (n. 1919)
- 15 dicembre - Mohammad-Reza Kolahi, attivista iraniano (n. 1958)
- 15 dicembre - Filippo Monti, architetto italiano (n. 1928)
- 15 dicembre - Robert Nemeth, mezzofondista austriaco (n. 1958)
- 15 dicembre - Ken Pogue, attore canadese (n. 1934)
- 15 dicembre - Giuseppe Santaniello, giurista italiano (n. 1920)
- 15 dicembre - Xu Jianping, calciatore cinese (n. 1955)
- 16 dicembre - Svein Bakke, calciatore e dirigente sportivo norvegese (n. 1953)
- 16 dicembre - Peter Dickinson, scrittore e poeta britannico (n. 1927)
- 16 dicembre - Gabre Gabric, discobola italiana (n. 1914)
- 16 dicembre - Robert McKenna, vescovo statunitense (n. 1927)
- 16 dicembre - Lena Ressler, attrice e modella finlandese (n. 1940)
- 16 dicembre - René Saorgin, organista francese (n. 1928)
- 16 dicembre - Joseph Tellechéa, calciatore francese (n. 1926)
- 17 dicembre - Angelo Arvati, politico italiano (n. 1943)
- 17 dicembre - Osamu Hayaishi, biologo giapponese (n. 1920)
- 18 dicembre - Carlo De Mejo, attore italiano (n. 1945)
- 18 dicembre - Vittore Gottardi, calciatore svizzero (n. 1941)
- 18 dicembre - Riccardo Marasco, cantautore italiano (n. 1938)
- 18 dicembre - Léon Mébiame, politico gabonese (n. 1934)
- 18 dicembre - Umberto Trippa, lottatore italiano (n. 1931)
- 19 dicembre - Douglas Dick, attore statunitense (n. 1920)
- 19 dicembre - Jimmy Hill, calciatore e allenatore di calcio inglese (n. 1928)
- 19 dicembre - Kenei Mabuni, artista marziale giapponese (n. 1918)
- 19 dicembre - Kurt Masur, direttore d'orchestra tedesco (n. 1927)
- 19 dicembre - Dickie Moore, hockeista su ghiaccio canadese (n. 1931)
- 19 dicembre - Laura Olivetti, psicologa e filantropa italiana (n. 1950)
- 19 dicembre - Karin Söder, politica svedese (n. 1928)
- 19 dicembre - Lamberto Trezzini, direttore teatrale italiano (n. 1930)
- 19 dicembre - Dick Wathika, attivista e politico keniota (n. 1973)
- 20 dicembre - Aldo Baito, ciclista su strada italiano (n. 1920)
- 20 dicembre - Ron Crawford, pallanuotista e allenatore di pallanuoto statunitense (n. 1939)
- 20 dicembre - Patricia Elliott, attrice e cantante statunitense (n. 1938)
- 20 dicembre - Alain Jouffroy, poeta e critico d'arte francese (n. 1928)
- 21 dicembre - Dejan Brđović, pallavolista e allenatore di pallavolo serbo (n. 1966)
- 21 dicembre - Giacinto Caramia, violoncellista italiano (n. 1923)
- 21 dicembre - Elena Fava, ematologa e educatrice italiana (n. 1950)
- 21 dicembre - Ernesto Mayz Vallenilla, filosofo venezuelano (n. 1925)
- 21 dicembre - Kenzō Ōhashi, calciatore giapponese (n. 1934)
- 22 dicembre - Elio Lugaresi, neurologo italiano (n. 1926)
- 22 dicembre - Freda Meissner-Blau, attivista e politica austriaca (n. 1927)
- 22 dicembre - Franco Rusticali, medico e politico italiano (n. 1938)
- 23 dicembre - Chen Luyun, cestista cinese (n. 1977)
- 23 dicembre - Alfred Gilman, farmacologo e biochimico statunitense (n. 1941)
- 23 dicembre - Henry Crichton, VI conte di Erne, nobile irlandese (n. 1937)
- 23 dicembre - Hocine Aït Ahmed, politico berbero (n. 1926)
- 23 dicembre - Don Howe, calciatore e allenatore di calcio inglese (n. 1935)
- 23 dicembre - Antoniet, calciatore spagnolo (n. 1933)
- 23 dicembre - Bülend Ulusu, politico e militare turco (n. 1923)
- 24 dicembre - László Bánhegyi, cestista ungherese (n. 1931)
- 24 dicembre - Omero Gargano, attore italiano (n. 1915)
- 24 dicembre - William Guest, cantante, cantautore e produttore discografico statunitense (n. 1941)
- 24 dicembre - Ron Jacobs, allenatore di pallacanestro statunitense (n. 1942)
- 24 dicembre - Carmine Longo, dirigente sportivo italiano (n. 1944)
- 24 dicembre - Danos Lygizos, attore greco (n. 1938)
- 24 dicembre - Carl-Erik Ohlson, velista svedese (n. 1920)
- 24 dicembre - Carlo Vittori, velocista e allenatore di atletica leggera italiano (n. 1931)
- 25 dicembre - Jean-Pierre Alba, calciatore francese (n. 1938)
- 25 dicembre - Philo Bompoko, cestista della Repubblica Democratica del Congo (n. 1961)
- 25 dicembre - Ottavio Jemma, sceneggiatore e scrittore italiano (n. 1925)
- 25 dicembre - Lino Jeva, fumettista e disegnatore italiano (n. 1923)
- 25 dicembre - George Clayton Johnson, scrittore e sceneggiatore statunitense (n. 1929)
- 25 dicembre - Fredrik Kiil, medico norvegese (n. 1921)
- 25 dicembre - Acharya S, scrittrice statunitense (n. 1960)
- 25 dicembre - Sadhana Shivdasani, attrice indiana (n. 1941)
- 25 dicembre - Piero Slongo, pittore italiano (n. 1928)
- 26 dicembre - Mac Otten, cestista statunitense (n. 1925)
- 26 dicembre - Don Schain, regista, sceneggiatore e produttore cinematografico statunitense (n. 1941)
- 27 dicembre - Youhannes Ezzat Zakaria Badir, vescovo cattolico egiziano (n. 1949)
- 27 dicembre - Stein Eriksen, sciatore alpino norvegese (n. 1927)
- 27 dicembre - Franco Giacobini, attore e regista teatrale italiano (n. 1926)
- 27 dicembre - Ellsworth Kelly, pittore e scultore statunitense (n. 1923)
- 27 dicembre - Zdeňka Kopanicová, cestista cecoslovacca (n. 1931)
- 27 dicembre - Meadowlark Lemon, cestista e attore statunitense (n. 1932)
- 27 dicembre - Alfredo Pacheco, calciatore salvadoregno (n. 1982)
- 27 dicembre - Haskell Wexler, direttore della fotografia statunitense (n. 1922)
- 27 dicembre - Stevie Wright, cantante britannico (n. 1947)
- 28 dicembre - John Bradbury, batterista e produttore discografico britannico (n. 1953)
- 28 dicembre - Dave Campbell, cestista canadese (n. 1925)
- 28 dicembre - Lemmy Kilmister, cantautore e musicista britannico (n. 1945)
- 28 dicembre - Ian Murdock, informatico statunitense (n. 1973)
- 28 dicembre - Piero Ravagli, fotografo italiano (n. 1937)
- 28 dicembre - Guru Josh, disc jockey britannico (n. 1964)
- 29 dicembre - Sabino Acquaviva, sociologo, giornalista e scrittore italiano (n. 1927)
- 29 dicembre - Lilian Camberabero, rugbista a 15 francese (n. 1937)
- 29 dicembre - Angelo Grilli, scultore e medaglista italiano (n. 1932)
- 29 dicembre - Kim Yang-gon, politico nordcoreano (n. 1942)
- 29 dicembre - Elżbieta Krzesińska, lunghista polacca (n. 1934)
- 29 dicembre - Pavel Srníček, calciatore ceco (n. 1968)
- 29 dicembre - Julio Tamussin, lottatore italiano (n. 1943)
- 30 dicembre - Doug Atkins, giocatore di football americano statunitense (n. 1930)
- 30 dicembre - Gianni Barcelloni Corte, produttore cinematografico e regista italiano (n. 1942)
- 30 dicembre - Howard Davis, pugile statunitense (n. 1956)
- 31 dicembre - Natalie Cole, cantante statunitense (n. 1950)
- 31 dicembre - Nicoletta Crocitto, cestista italiana (n. 1946)
- 31 dicembre - Mike Frier, giocatore di football americano statunitense (n. 1969)
- 31 dicembre - Beth Howland, attrice statunitense (n. 1941)
- 31 dicembre - Felix Pirani, fisico britannico (n. 1928)
- 31 dicembre - Dino Pompanin, sciatore alpino italiano (n. 1930)
- 31 dicembre - Václav Pšenička, sollevatore cecoslovacco (n. 1931)
- 31 dicembre - Janine Reding, pianista e pedagoga belga (n. 1920)
- 31 dicembre - Wayne Rogers, attore statunitense (n. 1933)
- 31 dicembre - Daniel Leo Ryan, vescovo cattolico statunitense (n. 1930)
- 31 dicembre - Richard Sapper, designer tedesco (n. 1932)